# MJET
MJET GmbH és un operador aeri austríac amb seu a Viena. L'empresa, fundada el 2007, s'especialitza en la gestió i explotació d'avions de negocis, així com altres activitats relacionades amb l'aviació, com ara l'assessorament, el suport de vols, la compravenda d'aeronaus i el lliurament d'aeronaus noves o de segona mà. L'Airbus ACJ319 d'MJET fou exhibit en esdeveniments d'aviació per Airbus diverses vegades entre el 2014 i el 2018.